# 800 m féminin à la Ligue de diamant 2012
Navigation
2011
L'épreuve du 800 mètres féminin de la Ligue de diamant 2012 se déroule du 11 mai au 7 septembre 2012. La compétition fait successivement étape à Doha, Rome, New York, Monaco, Lausanne, Birmingham et Bruxelles.

## Calendrier
| Date             | Meeting                         | Ville      | Pays        |
| ---------------- | ------------------------------- | ---------- | ----------- |
| 11 mai 2012      | Qatar Athletic Super Grand Prix | Doha       | Qatar       |
| 31 mai 2012      | Golden Gala                     | Rome       | Italie      |
| 9 juin 2012      | Meeting de New York             | New York   | États-Unis  |
| 20 juillet 2012  | Meeting Herculis                | Monaco     | Monaco      |
| 23 août 2012     | Athletissima                    | Lausanne   | Suisse      |
| 26 août 2012     | Aviva Birmingham Grand Prix     | Birmingham | Royaume-Uni |
| 7 septembre 2012 | Mémorial Van Damme              | Bruxelles  | Belgique    |

## Résultats
| Date | Meeting    | 1er                                   | 1er   | 2e                                    | 2e    | 3e                                   | 3e    |
| --- | ---------- | ------------------------------------- | ----- | ------------------------------------- | ----- | ------------------------------------ | ----- |
| 11 mai 2012 | Doha       | Pamela Jelimo 1 min 56 s 94 (WL, MR)  | 4 pts | Fantu Magiso 1 min 57 s 90 (NR)       | 2 pts | Janeth Jepkosgei 1 min 58 s 50       | 1 pt  |
| 31 mai 2012 | Rome       | Fantu Magiso 1 min 57 s 56 (NR)       | 4 pts | Pamela Jelimo 1 min 58 s 33           | 2 pts | Mariya Savinova 1 min 58 s 56        | 1 pt  |
| 9 juin 2012 | New York   | Fantu Magiso 1 min 57 s 48 (NR, MR)   | 4 pts | Molly Beckwith 1 min 59 s 18 (SB)     | 2 pts | Marilyn Okoro 1 min 59 s 37          | 1 pt  |
| 20 juillet 2012 | Monaco     | Elena Kofanova 1 min 58 s 41          | 4 pts | Francine Niyonsaba 1 min 58 s 68 (NR) | 2 pts | Alysia Johnson-Montaño 1 min 59 s 05 | 1 pt  |
| 23 août 2012 | Lausanne   | Pamela Jelimo 1 min 57 s 59           | 4 pts | Mariya Savinova 1 min 58 s 10         | 2 pts | Elena Kofanova 1 min 58 s 36         | 1 pt  |
| 26 août 2012 | Birmingham | Mariya Savinova 2 min 00 s 40         | 4 pts | Pamela Jelimo 2 min 01 s 43           | 2 pts | Marilyn Okoro 2 min 01 s 96          | 1 pt  |
| 7 septembre 2012 | Bruxelles  | Francine Niyonsaba 1 min 56 s 59 (NR) | 8 pts | Pamela Jelimo 1 min 57 s 24           | 4 pts | Mariya Savinova 1 min 59 s 05        | 2 pts |
| Records et Performances - AR : Record continental (area record) - CR : Record des championnats (championship record) - MR : Record du meeting (meet record) - NR : Record national (national record) - OR : Record olympique (olympic record) - PR : Record paralympique (paralympic record) - PB : Record personnel (personal best) - SB : Meilleure performance personnelle de la saison (season's best) - WL : Meilleure performance mondiale de l'année (world leader) - WJR : Record du monde junior (world junior record) - WR : Record du monde (world record) Circonstances et Conditions - DNF : N'a pas terminé (did not finish) - DNS : N'a pas pris le départ (did not start) - DQ : Disqualification (disqualification) - NM : Aucun essai valable enregistré (No Mark) - Q : Qualifié « directement » au prochain tour (ou à la prochaine compétition), lors d'une compétition majeure, grâce au classement ou à la réalisation des minima (automatic qualifier) - q : Qualifié au prochain tour (ou à la prochaine compétition), lors d'une compétition majeure, grâce au repêchage ou à la réalisation de l'une des meilleures performances parmi celles des « non qualifiés directement » (grâce au meilleur temps ou à la meilleure distance par exemple) (secondary qualifier) |            |                                       |       |                                       |       |                                      |       |

## Classement général
| Rang | Athlète | Points |
| ---- | ------- | ------ |
| 1    |         |        |
| 2    |         |        |
| 3    |         |        |
| 4    |         |        |
| 5    |         |        |